# Distrito judicial de Tumbes
El distrito judicial de Tumbes es una división administrativa del Poder Judicial del Perú. Tiene como sede la ciudad de Tumbes y su competencia se extiende al departamento homónimo.

## Historia
La historia de este distrito judicial está ligada con la de la Corte Superior de Justicia de Piura, la misma que fue creada por Ley del Congreso del 31 de octubre de 1874. Dicho órgano tenía competencia sobre los territorios de los actuales departamentos de Piura y Tumbes separándolos de la competencia de la Corte Superior de Justicia de La Libertad.
El 26 de marzo del 2001, el Consejo Transitorio del Poder Judicial creó el distrito judicial de Tumbes y la Corte Superior de Justicia de Tumbes separando de la competencia del distrito piurano todo el territorio del departamento de Tumbes. La instalación de la corte se realizó el 3 de mayo del 2001 durante el gobierno de Valentín Paniagua. El primer presidente de la corte fue Jorge Omar Santamaría Morillo.

## Conformación
El distrito judicial de Tumbes contiene 14 dependencias judiciales incluyendo 1 sala superior, 6 juzgados de primera instancia, 7 juzgados de paz letrados y diversos juzgados de paz en distintas partes del territorio de su jurisdicción.

## Jurisdicción
El distrito judicial de Tumbes tiene jurisdicción sobre todo el departamento de Tumbes